# Base aérienne 110 Creil
La base aérienne 110 Creil « Lieutenant-colonel Guy de La Horie », de l'Armée de l'air française est située sur le territoire de la commune de Creil, dans le département de l'Oise.
Son utilisation remonte à 1910, et de nombreux aéronefs qui ont marqué l'histoire de l'aviation militaire puis de l'Armée de l'air française y ont stationné, notamment la 10e escadre de chasse.
La base aérienne 110 a mis fin à l'activité permanente aéronautique le 31 août 2016 : les pistes sont fermées. La décision ministérielle de 2014 exécute le plan de transformation des armées qui vise à réduire les emprises militaires nationales et à concentrer l’activité aéronautique dans un nombre réduit d’aérodromes.
Elle quitte le statut de base aérienne en septembre 2024 pour devenir le Pôle Interarmées de Creil-Senlis. Elle accueille des unités opérationnelles de l'Armée de l'air, des organismes interarmées spécialisés dans le domaine du renseignement ainsi que des unités de support. L'ancienne zone aéronautique a été converti en une ferme photovoltaïque.

## Historique
- 1910 : pose du biplan de Georges Legagneux[4]
- 1914 : activités aériennes de reconnaissance
- 1938 : terrain utilisé par l'aviation de tourisme[réf. nécessaire]
- 18 novembre 1939 : installation des unités de mise en place de l'aérodrome militaire
- 1940-1944 : réquisition des parcelles et création du terrain par l'Armée de l'Air allemande[5]
- 1951 - 1958 : construction d'une base aérienne moderne pour l'Armée de l'Air[5]
- 1er  juin 1954 : installation de la 10e Escadre de Chasse sur Vampire. DH-100 VampireCréation de la base aérienne 110

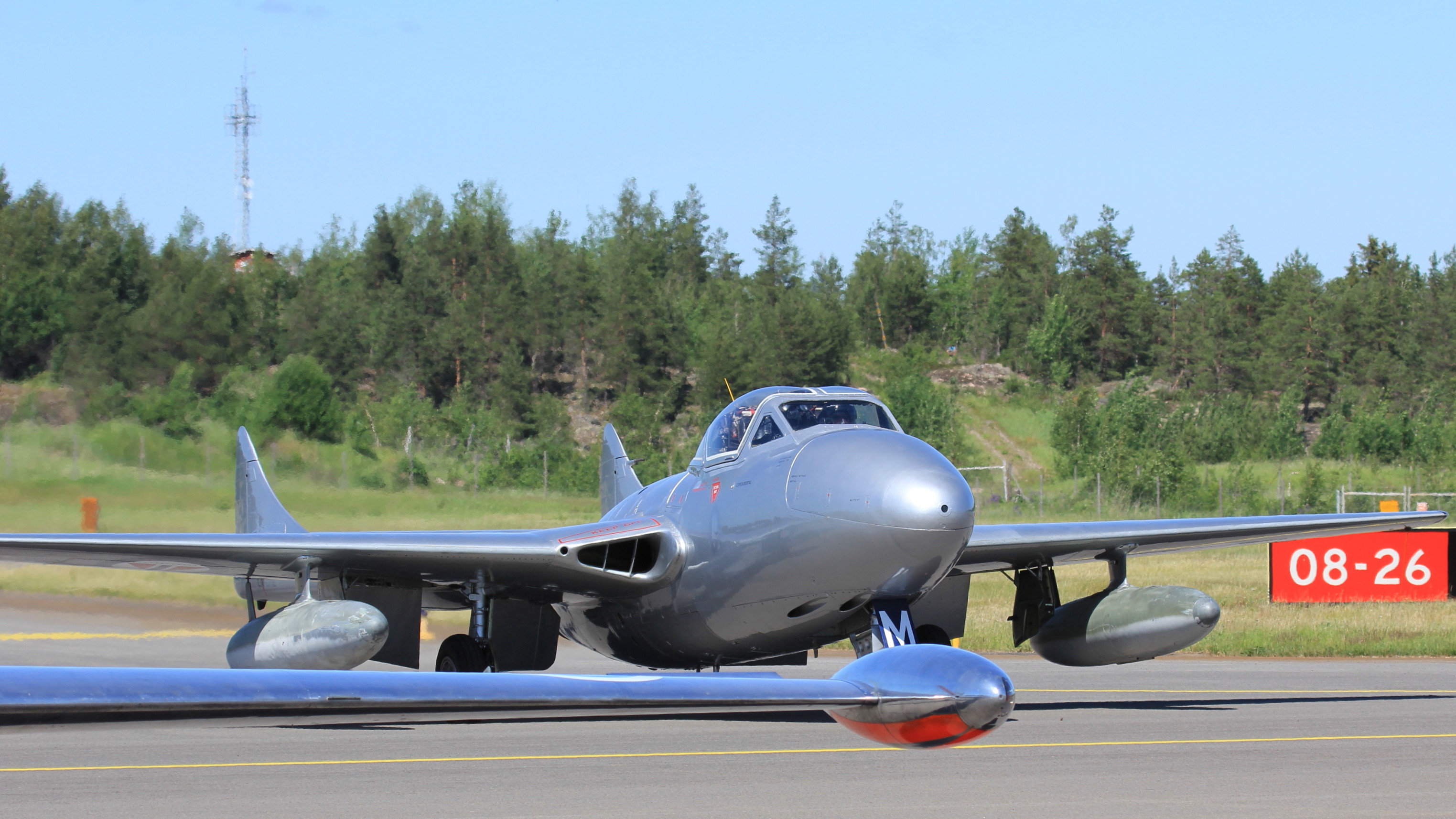
DH-100 Vampire

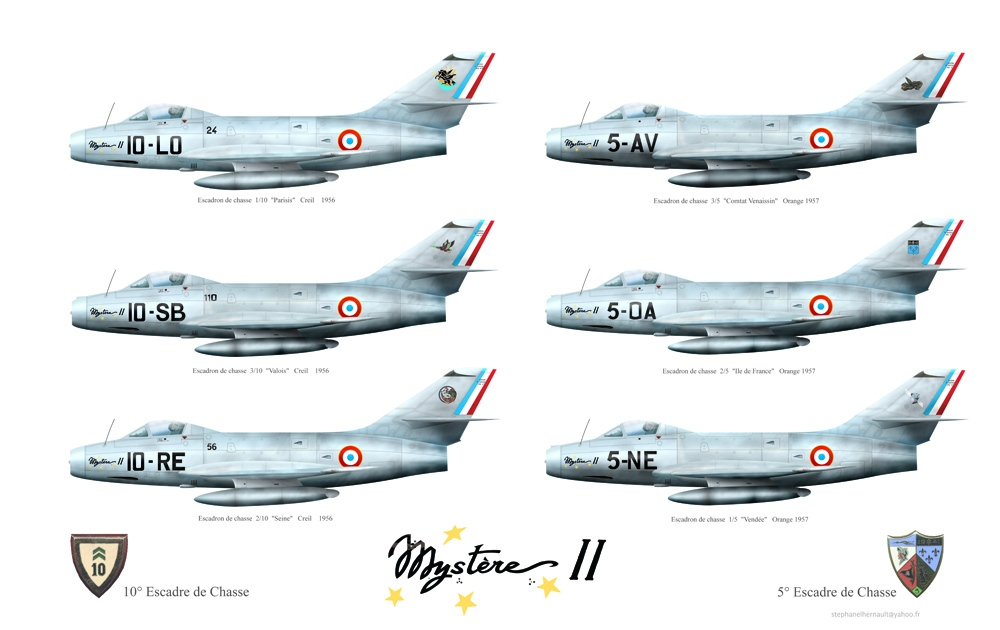
Dassault Mystère II C

- Dassault Mystère II C13 juillet 1955 : mise en service des Mystère IIC à la 10e Escadre de Chasse
- 1er  mars 1956 : création de l'EC 1/10 Valois
- décembre 1957 : arrivée des Mystère IVA Dassault Mystère IV A à la 10e EC

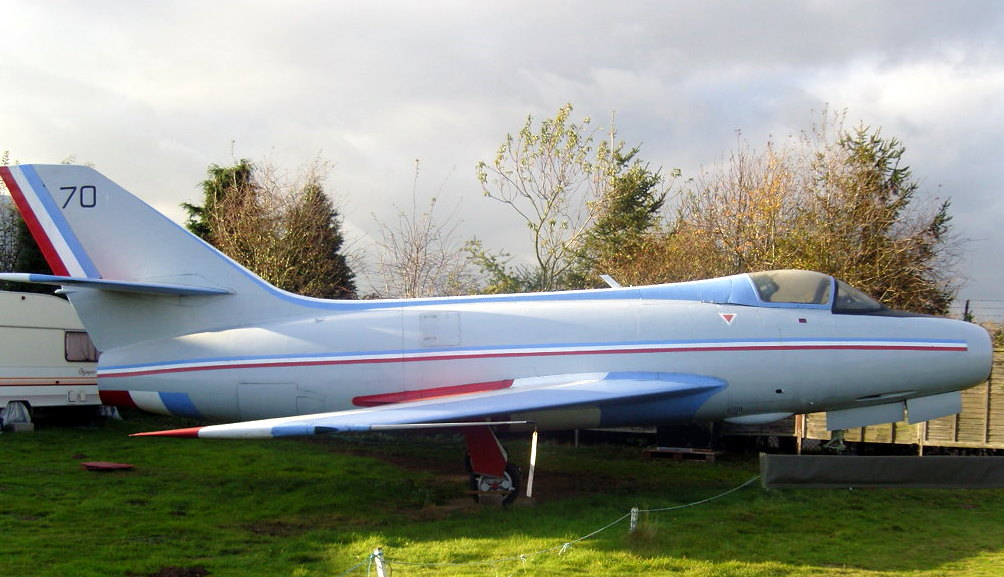
Dassault Mystère IV A

- 28 mai 1958 : le 1/10 passe sur SMB.2 Dassault Super Mystère B2

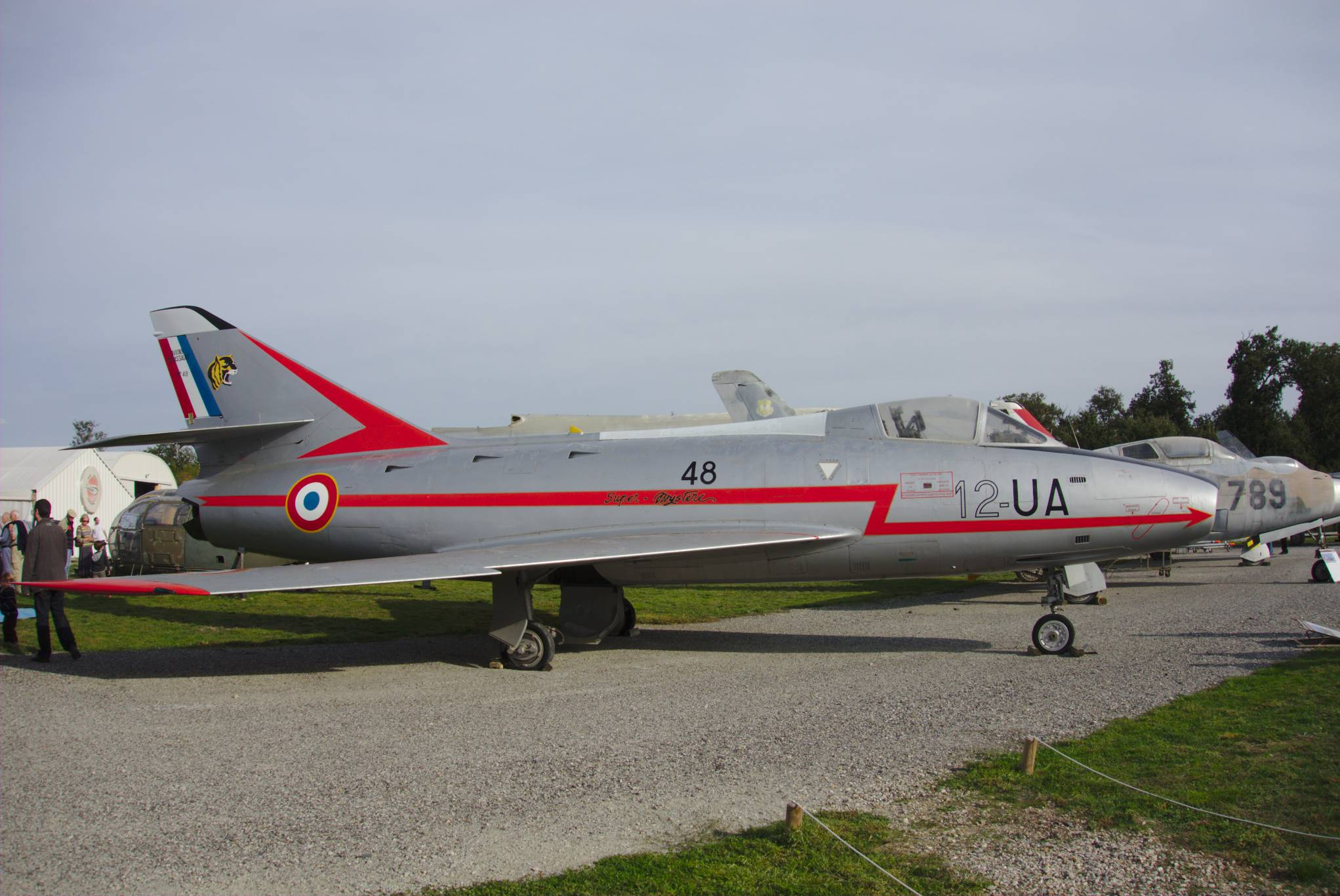
Dassault Super Mystère B2

- décembre 1958 : SMB.2 pour le 2/10 Seine
- 26 août 1961 : le colonel Jean Fournier, qui s'apprêtait à prendre le commandement de la base aérienne, meurt dans un accident aérien[6]

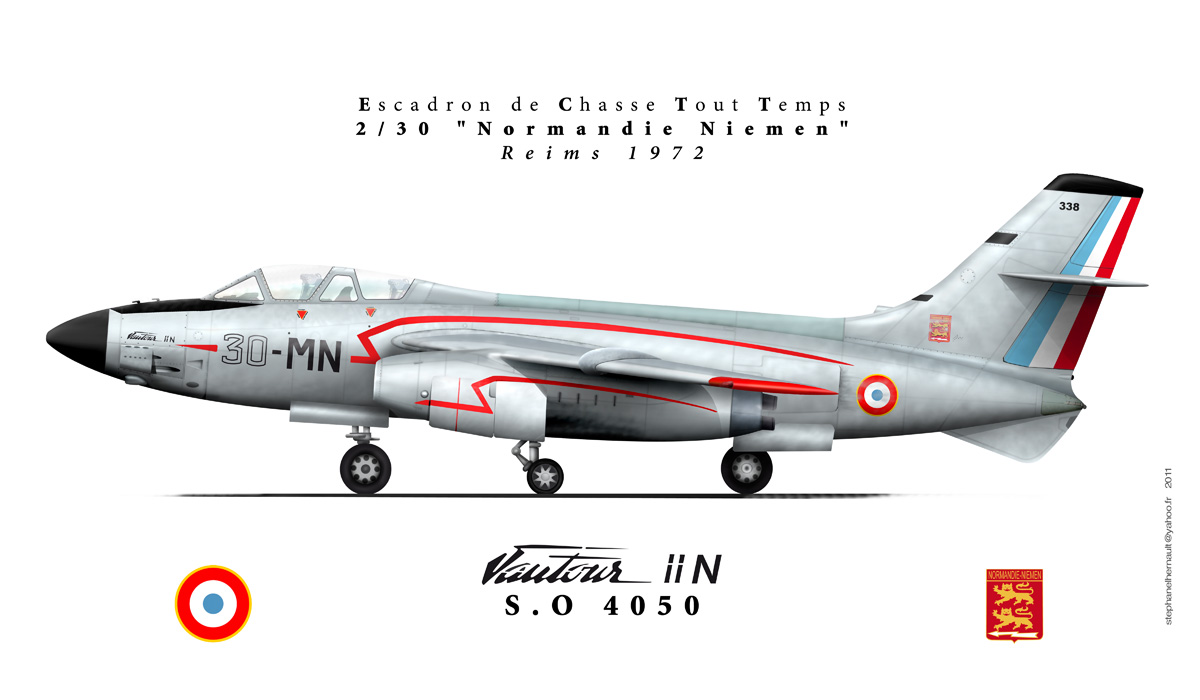
Dassault Vautour II N

- Dassault Vautour II Noctobre 1961 : l'ECN 1/30 Loire sur Vautour IIN arrive à Creil et est rattaché à la 10e Escadre de Chasse
- juillet 1962 : le 1/30 passe sous le commandement de la 30e Escadre de Chasse de Reims

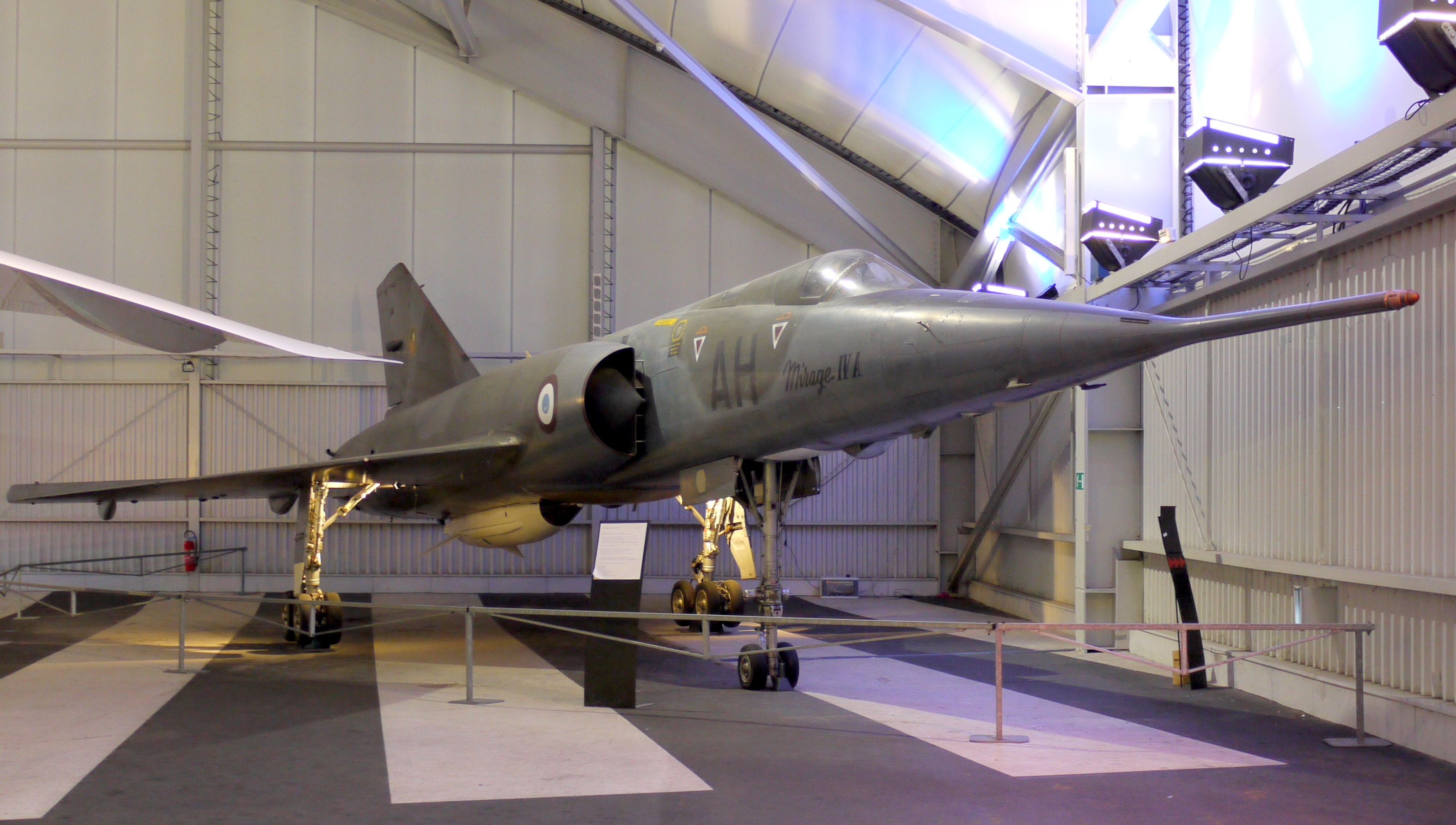
Dassault Mirage IV A

- Dassault Mirage IV Ajuin 1965 : affectation de l'Escadron de bombardement 3/91 Beauvaisis sur Mirage IVA

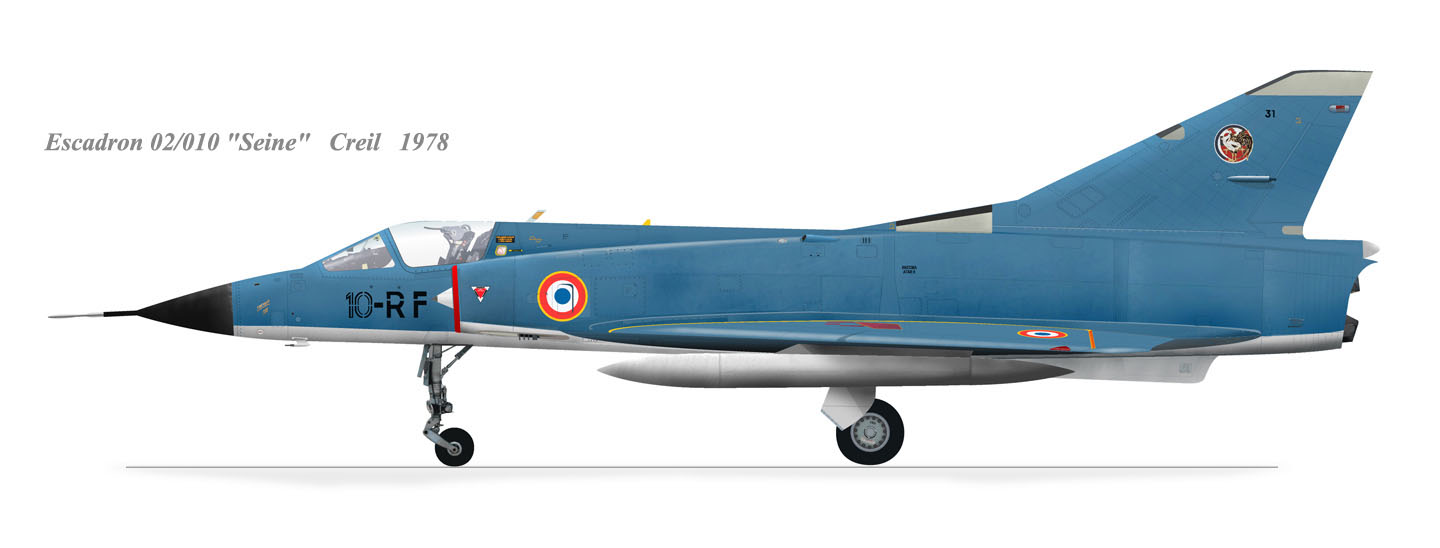
Dassault Mirage IIIC

- Dassault Mirage IIIC24 janvier : les premiers Mirage IIIC du 2/10 se posent à Creil
- juillet 1974 : les derniers SMB.2 quittent la BA 110
- 1er  août 1974 : le 1/10 vole à son tour sur Mirage IIIC
- juin 1976 : dissolution du 3/91
- novembre 1978 : départ pour Djibouti des Mirage IIIC du 3/10

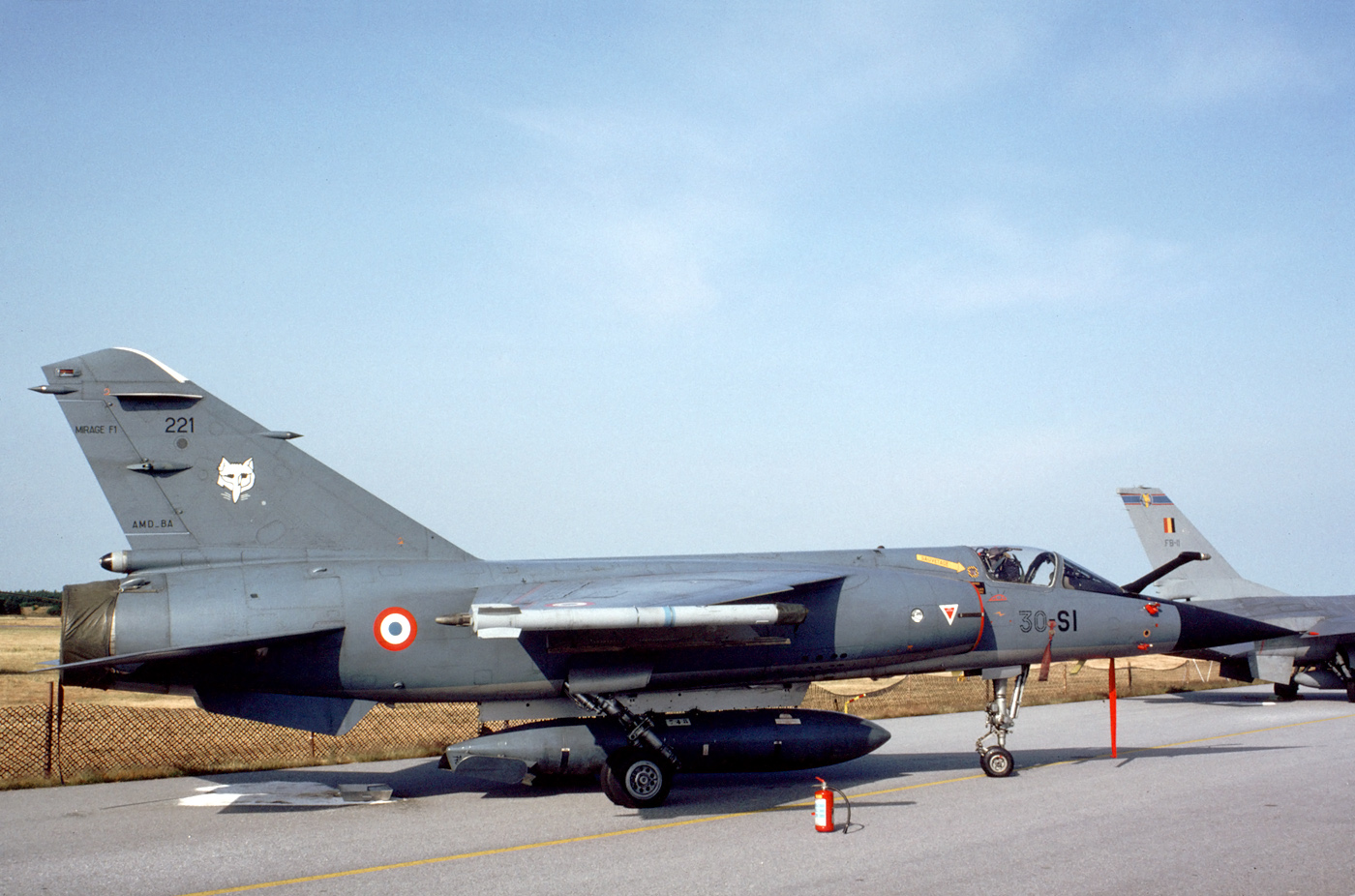
Dassault Mirage F1C sur la Base aérienne de Skrydstrup.

- Dassault Mirage F1C sur la Base aérienne de Skrydstrup.28 septembre 1981 : arrivée des premiers Mirage F1C du 1/10 Valois
- 29 mars 1985 : le 1/10 Valois quitte Creil pour Reims où il devient le 1/30 valois
- 27 juin 1985 : cérémonie officielle de dissolution de la 10e Escadre de Chasse
- 1er juillet 1985 : fermeture et mise en veille de la base. Phase de gardiennage, utilisation pour des manœuvres (printemps 1987, par exemple)
- 1er mars 1990 : réouverture de la base

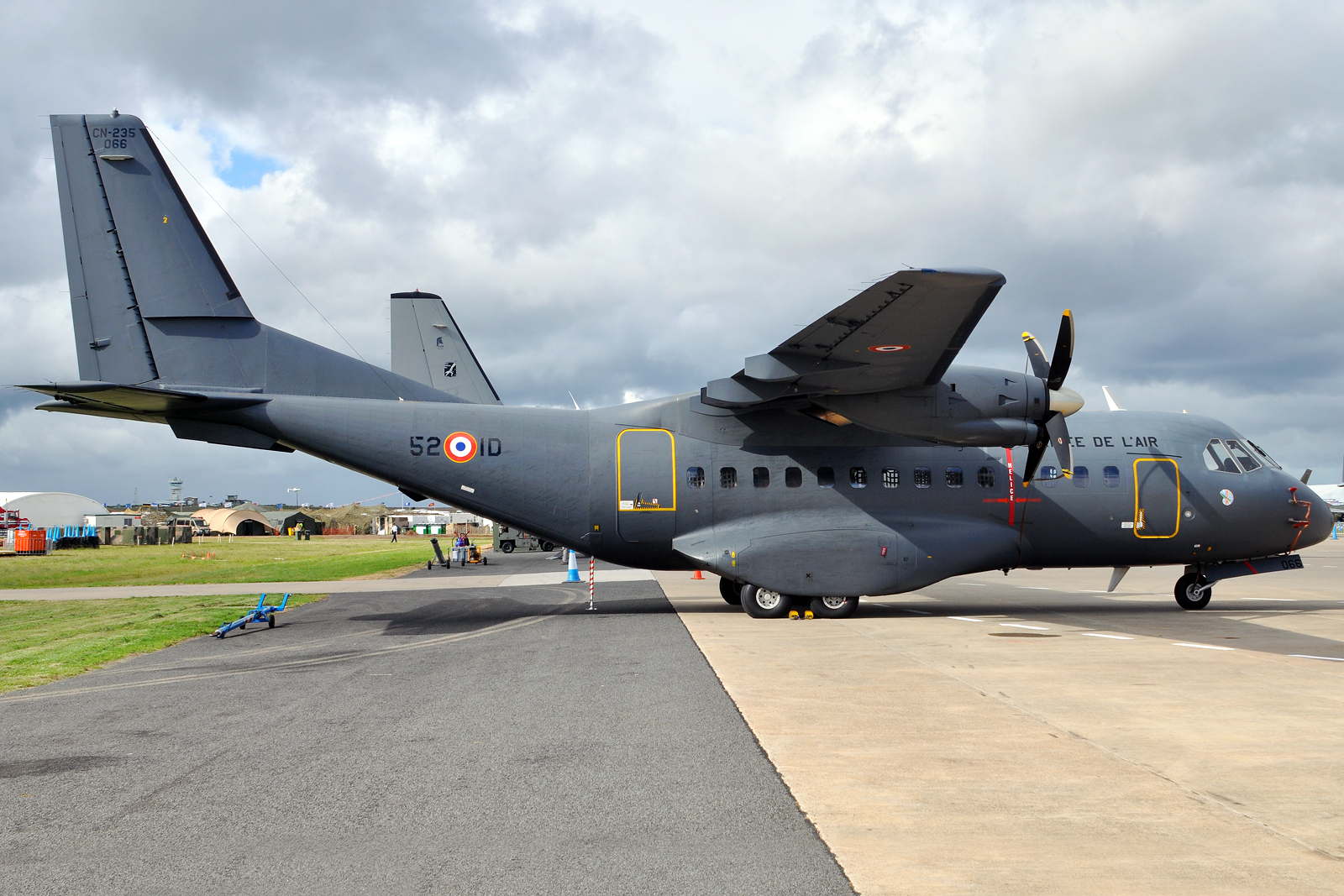
CASA CN-235

- CASA CN-23529 septembre 1993 : réception des premiers Casa CN-235 sur la base aérienne et création de l'escadron de transport 1/62 Vercors
- 5 juillet 2011: la base aérienne 921 de Taverny devient élément air rattaché (EAR) de la base aérienne 110.
- octobre 2014 : annonce de la fermeture de la plateforme aéronautique en 2016[7]
- 2015 : transfert des escadrons 1/62 Vercors et 3/62 Ventoux, vers la Base aérienne 105 Évreux-Fauville ; ainsi que d'une partie de la Direction du Renseignement militaire vers l'Hexagone Balard
- 2016 : fermeture de la plateforme  aéronautique et du Dépôt des essences Air de Creil (appartenant au SEA).
- 11 février 2020 : annonce de l'implantation d'une ferme photovoltaïque en lieu et place de la piste[8].
- Mars 2020 : malgré la polémique autour de cas de COVID19 contractés par du personnel de la base, l'hypothèse d'une prim-infection par des militaires revenant de Wuhan est écartée [9].
- 9 juin 2020 : annonce du remplacement anticipé des aéronefs de l'Estérel (2 Airbus A340 et 1 Airbus A310) par 3 Airbus A330-200 en vue de préserver la filière aéronautique française[10].
- Septembre 2020 : Florence Parly, ministre des armées, admet devant la commission d’enquête sur la gestion de l’épidémie de Covid-19 que les militaires revenus de Wuhan en janvier n'avaient pas fait l'objet de test Covid. Elle souligne en revanche le suivi d'un protocole sanitaire très strict par les militaires. Elle précise que les études épidémiologiques montrent que la COVID-19 est apparue dans l'Oise avant même que ce vol n'ait eu lieu[11].
- 26 novembre 2020 : l'Esterel accueille le premier Airbus A330-200[12].
- 15 décembre 2020 : l'Esterel accueille le second Airbus A330-200[13].
- 22 décembre 2020: retrait du service et vente des deux Airbus A340[14].
- 1er septembre 2021 : l'escadron de transport 3/60 Esterel passe sous le commandement du commandement des forces aériennes stratégiques[15].
- 14 octobre 2021 : la ministre des armées inaugure le bâtiment destiné à l'accueil du Centre de formation interarmées au renseignement (CFIAR) de la DRM et de l'Escadron de Formation au Renseignement (EFR) de l'armée de l'Air et de l'Espace[16]
- 5 septembre 2024 : la Base aérienne 921 Taverny est réactivée[17]. La base aérienne de Creil perd son statut de base aérienne. Elle devient le Pôle Interarmées de Creil-Senlis[3].

## Unités relevant de la base aérienne ou y stationnant
La base abrite un escadron de transport stratégique :
- Escadron de transport 3/60 Esterel dont les appareils (Airbus A310 et A330) sont stationnés sur l'Aéroport de Paris-Charles-de-Gaulle[18].

D'autres unités de l'armée de l'air stationnent ou sont rattachées à cette base aérienne qui est la base la plus septentrionale :
- Le Centre national de ciblage 34/664[19] qui est une unité devenue fondamentale dans les opérations aériennes mais plus largement dans le domaine interarmées avec l'apparition des missiles de croisière[20],[21].
- Le Centre militaire d'observation par satellites (CMOS) 1/92 Bourgogne assure le recueil des besoins en imagerie satellitaire, la programmation des prises de vues par satellite et la gestion des systèmes associés.
- L'Escadron de transit et d'accueil aérien (ETAA)[22] assure la réception, le chargement du fret ainsi que l'accueil des passagers.
- L'Élément Air de Contrôle Aéroport de Roissy-Charles-de-Gaulle (EACA CDG 61.110)[23] lui est également rattaché; il contribue à la posture permanente de sûreté aérienne en région parisienne.
- L'Équipe de marque des programmes spatiaux qui relève du Commandement de l'espace (CdE).
- Les bureaux Air des Centres d'Information et de Recrutement des forces Armées situés à Pontoise, Amiens et Lille.
- Le département événementiel du Service d'information et de relations publiques de l'armée de l'air (SIRPA Air).
- Les unités qui constituent le socle de toute base aérienne au format BA XXI[24]: un Escadron de Soutien et de Ravitaillement Technique Aéronautique, un Escadron de Protection, un Escadron de Soutien des Matériels d'Environnement.
- L'Escadron de formation au renseignement  (EFR) qui relève du commandement de la défense aérienne et des opérations aériennes (CDAOA) et assure la     formation initiale des officiers renseignements interprétateurs analystes (ORIA) de l'armée de l'air et de l'espace ainsi que les formations des    sous-officiers et militaires du rang des spécialités du renseignement de l'armée de l'air et de l'espace.

Des organismes interarmées, c'est-à-dire non subordonnés à l'armée de l'air, stationnent également sur la base aérienne de Creil :
- Certains moyens de la Direction du Renseignement militaire (DRM) qui est chargée du recueil de l'information, de son analyse et de la diffusion du renseignement vers les armées, les forces en opérations et les organismes centraux de la défense.
- Le centre de formation interarmées au renseignement, auparavant basé à Strasbourg, s'y installe en 2021.
- Le Centre de Formation et d'Emploi relatif aux Émissions Électromagnétiques (CF3E)[25] qui assure l’orientation et l’exploitation de la production des capteurs d’écoute, la mise à jour du référentiel technique national militaire dans les domaines radar et télécommunications.
- Le Centre de formation et d’interprétation interarmées de l'imagerie (CF3I)[26] qui  exploite les images de tous types et de toutes origines (spatiale, aérienne et terrestre), forme la totalité des interprètes d’images de la Défense, et prépare de l’avenir dans le domaine de l’imagerie à des fins militaires.
- le Centre de Recherche et d'Analyse du Cyberespace (CRAC) [27] élabore le renseignement relatif à ce milieu.
- L'Unité française de vérification. (UFV)[28] Les inspecteurs maîtrise des armements qui composent l'UFV sont chargés de vérifier la bonne application des traités internationaux de maîtrise des armements signés par la France : le traité sur les forces armées conventionnelles en Europe et le Document de Vienne. Ils inspectent les pays signataires et accompagnent les équipes d'inspection étrangères en France. Le bureau Ciel Ouvert procède aux vols d’observation à l’étranger, et se charge du bon déroulement de ceux qui ont lieu en France dans le cadre du traité Ciel Ouvert.
- Établissement géographique interarmées (EGI)[29] qui produit, valide, gère et diffuse les informations géographiques aéroterrestres, numériques et papier, au profit de tous les organismes du ministère de la défense et constitue le pôle d’expertise technico-opérationnelle dans le domaine de la géographie aéroterrestre  au niveau national et participe à la préparation de l’avenir.
- Un groupement de soutien de la base de défense (GSBDD) qui assure l'ensemble des missions d'administration générale et de soutien commun au profit de l'ensemble des organismes qui stationnent sur la base de défense[30].
- Une Unité du Service d'Infrastructure de la Défense (USID) chargée de la maîtrise d’œuvre et du soutien infrastructure[31].
- L'antenne médicale qui relève sur Service de Santé des Armées.

## Commandants
- Colonel Louis de Fouquières (17 juin 1954 - août 1956)
- Général Litre
- Général Rouault
- Colone Marsat
- Colonel Dupoirieux
- Général Ourgaud
- Général Vaujour
- Général Montrelay
- Général de Bordas
- Général Colombet
- Général de Chassey
- Colonel Bachelier
- Général Frapier
- Lieutenant Colonel Pailloncy
- Colonel Pessidous (1976 - 1978)
- Colonel Sivot (mars 1990 - août 1993)
- Colonel nommé Général de brigade aérienne Pierre Champagne (août 1993 - 6 septembre 1996)
- Colonel Lavigne (6 septembre 1996 - août 1998)
- Colonel nommé général de brigade aérienne Michel Cheminal (août 2000 - août 2002)[32]
- Général de brigade aérienne Marc Leduc (août 2002 - juin 2004)[33]
- Général de brigade aérienne Daniel Derieux (juin 2004 - août 2006)[34]
- Général de brigade aérienne Jean-Luc Jarry (août 2006 - août 2008)[35]
- Général de brigade aérienne Jean-Francois Furet (août 2008 - 25 août 2010)
- Colonel Patrice Sauvé (25 août 2010  - 30 août 2012)[36]
- Colonel Stéphane Mille (30 août 2012 - 26 août 2014) [37]
- Colonel Cyril Carcy (26 août 2014 - 26 août 2016)
- Colonel Jean-Luc Le Doze (26 août 2016 - 30 août 2018)
- Colonel Bruno Cunat (30 août 2018 - 28 août 2020)[38]
- Colonel Hervé Mermod (28 août 2020 - 19 juillet 2022)
- Colonel David Sécher (19 juillet 2022 - 16 juillet 2024)
- Colonel Thomas Bardin (depuis le 16 juillet 2024)